# Rathaus (Valašské Meziříčí)

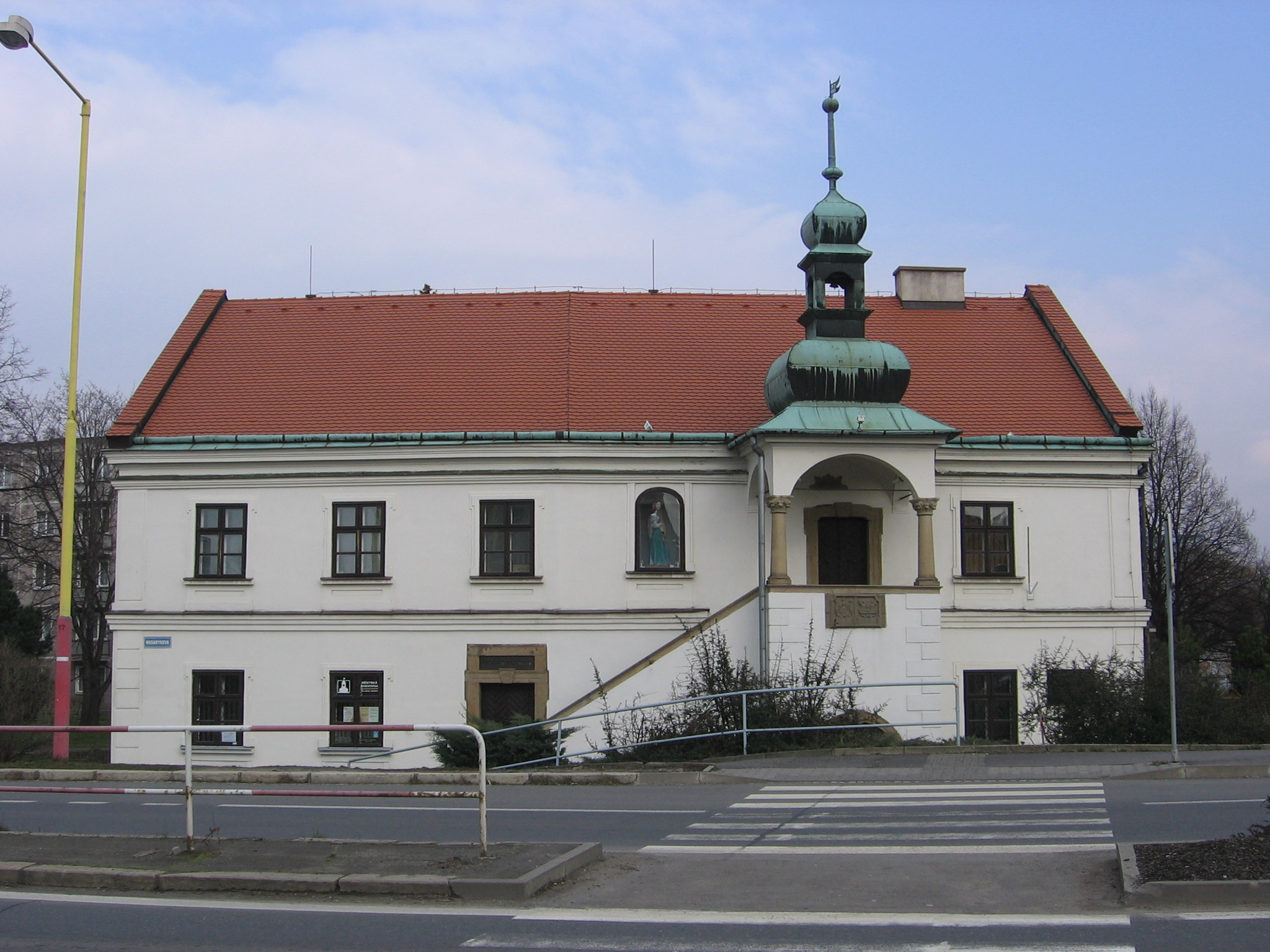
Rathaus in Valašské Meziříčí

Das Rathaus in Valašské Meziříčí (deutsch Walachisch Meseritsch), einer Stadt der Mährischen Walachei im Okres Vsetín in Tschechien, wurde 1677 errichtet. Das Rathaus an der Nordseite des Marktplatzes ist seit 1988 ein geschütztes Kulturdenkmal.